# Orlando José Lemos Martins
Orlando José Lemos Martins, conegut futbolísticament com a Bakero, és un exfutbolista portuguès. Va néixer a Felgueiras, el 2 d'abril de 1978. Ocupava la posició de migcampista.

## Trajectòria
Va començar al club de la seua ciutat natal, el Felgueiras. El 1998 marxa a la Unaio Leiria, on realitza una bona temporada que crida l'atenció del Sevilla FC. Amb l'equip andalús només hi disputaria un encontre de la temporada 99/00, en la qual els sevillans van ser cuers de primera divisió.
Després d'una cessió al Marítimo, retorna a Sevilla la temporada 01/02, però no compta. Al mercat d'hivern recala a l'Sporting de Braga.
Des de la temporada 02/03, la carrera del migcampista prossegueix en modestos equips portuguesos: SC Salgueiros (02/03), GD Bragança (03/04), FC Maia (04/05), Clube Caçadores das Taipas (05/07) i FC Penafiel (07/08). El 2008 marxaria al xipriota Nea Salamis Famagusta, però als pocs mesos retorna al seu país: FC Vizela (09) i Sporting Espinho (09/...).